# Ksar Ouled Soltane

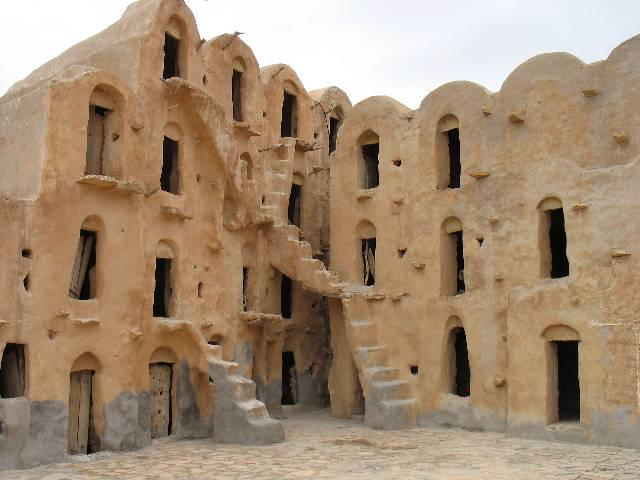
De Ksar Ouled Soltane.

De Ksar Ouled Soltane (Berbers: ⵉⴳⵔⵎ ⴰⵢⵜ ⵙⵓⵍⵜⴰⵏ Ighrem Ait Sultan, Arabisch: قصر أولاد سلطان) is een opslagplaats voor graan (ksar, meervoud ksour) in het zuidelijke district Tataouine in Tunesië. De ksar bestaat uit twee binnenplaatsen die beide dienen als graankelder.
Ksour werden enkele eeuwen terug gebouwd door Berberstammen uit Noord-Afrika. Om overvallen tegen te gaan werden deze op hogere heuvels gebouwd, zo is ook de Ksar Ouled Soltane op een bekende heuvel in Zuid-Tunesië gevestigd.
Mede dankzij Star Wars: Episode I: The Phantom Menace werd de Ksar Ouled Soltane een toeristische trekpleister in dit gebied. Hierin vertolkt het bouwwerk de woonplaats van Anakin Skywalker in zijn jonge jaren.